# 17-11-70
Albums de Elton John
Friends
(1971) Madman Across the Water
(1971)
17-11-1970 est le premier album live d'Elton John, sorti en 1971.
Comme son titre l'indique, il a été enregistré le 17 novembre 1970 aux A&R Recording Studios de New York et diffusé en direct par la station de radio new-yorkaise WABC (en). Elton John est accompagné de son groupe de scène : Dee Murray à la basse et Nigel Olsson à la batterie.
Le succès que rencontre les bootlegs enregistrés lors de la diffusion du concert à la radio incite la maison de disques DJM à en publier un enregistrement officiel. Cependant, l'album original n'inclut que six des treize morceaux interprétés lors de ce concert. Outre une modification de l'ordre des pistes, la réédition CD de 1996 ajoute un septième titre, Amoreena. Les six dernières chansons (I Need You to Turn To, Your Song, Country Comfort, Border Song, Indian Sunset et My Father's Gun) restent inédites.
En Amérique du Nord, l'album est paru sous le titre 11-17-70, en accord avec le format de date américain qui place le mois avant le jour.

## Titres
Toutes les chansons sont écrites par Bernie Taupin et composées par Elton John, sauf exceptions notées

### Album original
Face 1
1. Take Me to the Pilot – 6:43
2. Honky Tonk Women (Mick Jagger, Keith Richards) – 4:09
3. Sixty Years On – 8:05
4. Can I Put You On – 6:38

Face 2
1. Bad Side of the Moon – 4:30
2. Medley – 18:20
  - Burn Down the Mission
  - My Baby Left Me (Arthur Crudup)
  - Get Back (John Lennon, Paul McCartney)

### Réédition CD
1. Bad Side of the Moon – 4:57
2. Amoreena – 4:54
3. Take Me to the Pilot – 5:55
4. Sixty Years On – 7:22
5. Honky Tonk Women (Mick Jagger, Keith Richards) – 4:07
6. Can I Put You On – 6:10
7. Medley – 18:27
  - Burn Down the Mission
  - My Baby Left Me (Arthur Crudup)
  - Get Back (John Lennon, Paul McCartney)

## Musiciens
- Elton John : chant, piano
- Dee Murray : basse, chœurs
- Nigel Olsson : batterie, chœurs